# Nikolaus Schöneck

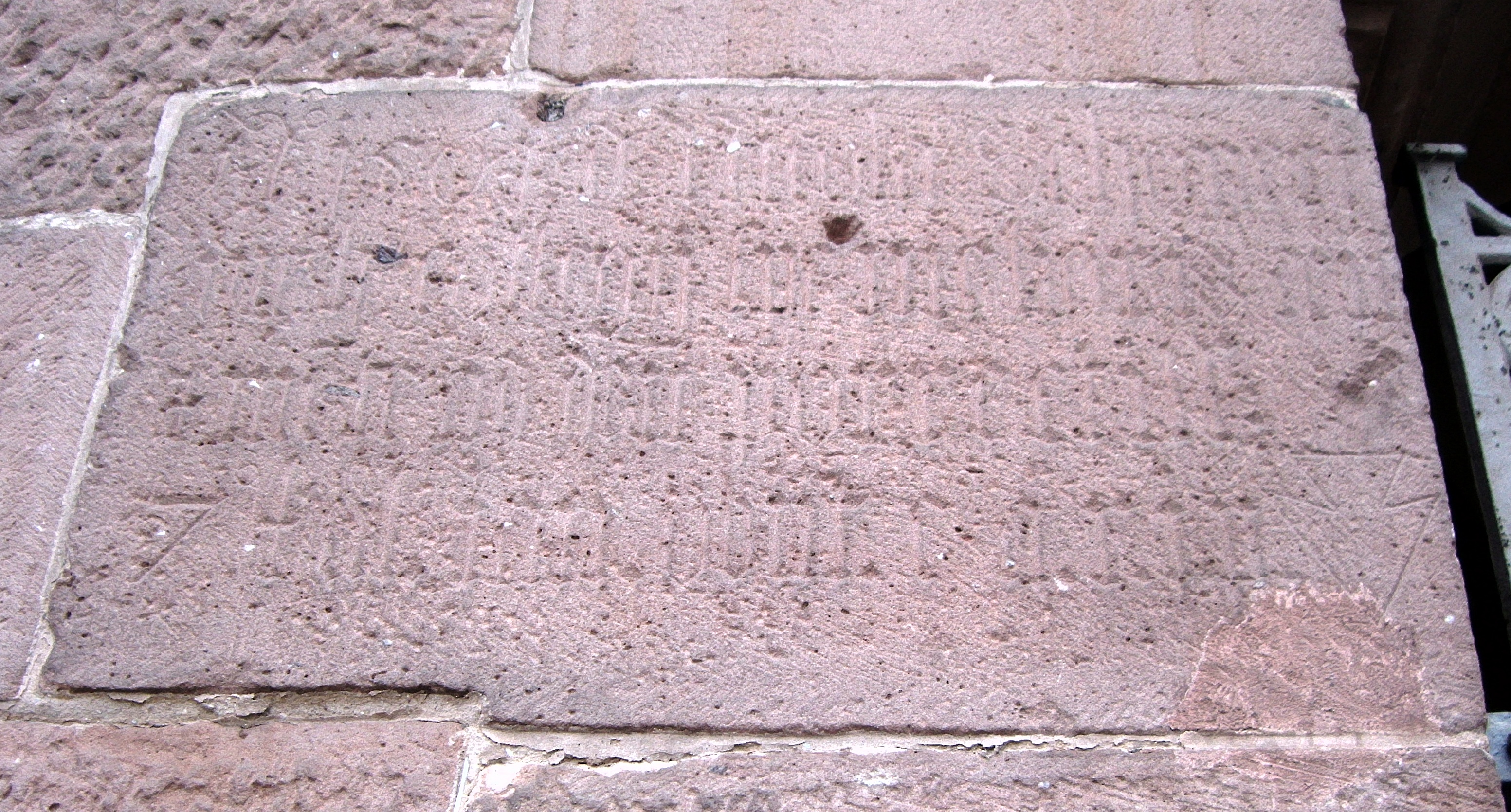
Grabinschrift Stiftsvikar Nikolaus Schöneck, 1561

Nikolaus Schöneck (* ca. 1500 in Iggelheim; † 26. Dezember 1561 in Neustadt an der Weinstraße) war der letzte katholische Pfarrer in Neustadt vor der Reformation.

## Hintergrund
1356 hatte Kurfürst Ruprecht I. aufgrund des testamentarischen Willens seines Bruders Rudolf II. (Pfalz)  das Liebfrauen-Kollegiatstift Neustadt als Memoria für die gemeinsame Familie gestiftet. Ihm stand der Stiftsdekan als Oberhaupt vor, die  Stiftskirche war Pfarrkirche der Stadt; einer der Stiftsherren bekleidete das nominelle Amt des Pfarrers, als Seelsorger fungierte unter ihm ein  Vikar, in der Blütezeit auch mehrere.
1556 führte Kurfürst Ottheinrich die Reformation im Sinne des lutherischen Bekenntnisses in der Kurpfalz ein und verbot den katholischen Kult. In Neustadt hatte bereits sein Vorgänger Friedrich II. 1554 einen evangelischen Pfarrer eingesetzt, der vom altgläubigen Stift bezahlt werden musste.
Der Theologe Johannes Marbach aus Straßburg visitierte 1556 im staatlichen Auftrag sämtliche Pfarreien der Kurpfalz und zwang sie – wo noch nicht geschehen – zur Annahme der neuen Lehre, bzw. verjagte sich widersetzende Geistliche. Wegen der komplizierten Rechtsmaterie blieben die Klöster und Stifte im Land einstweilen weitgehend verschont von Zwang, wurden aber oftmals durch subtilere Mittel zur Annahme des neuen Glaubens gebracht. Nach Marbachs Visitationsbericht waren die Pfarrer im Oberamt Neustadt „vast alle ungelerte Papisten“, die von ihm ihrer Ämter enthoben werden mussten.
Der letzte Neustadter Stiftsdekan Laurentius Kercher setzte der Reformation zähen Widerstand entgegen und hielt unentwegt am bisherigen Glauben fest, dessen letzter offizieller Vertreter er mit seiner Kommunität im Umkreis der Stadt war. Laut dem historischen Seelbuch des Kollegiatstiftes sorgte er dafür, dass trotz der völligen Auflösung jeglichen katholischen Glaubenslebens um ihn herum die Gottesdienste und Gebetsverpflichtungen an seiner Kirche treulich weitergingen wie eh und je. Bis zu seinem Tode am 24. April 1561 blieb diese katholische Insel in Neustadt erhalten. Danach konnte kein Dekan mehr gewählt werden, einige Kleriker starben oder verließen das Stift, andere traten zum protestantischen Glauben über. 1563 führte der neue Pfälzer Kurfürst Friedrich III. den Calvinismus statt des lutherischen Bekenntnisses als Staatsreligion ein. Nun verschonte man auch die wenigen noch existierenden Klostergemeinschaften nicht mehr. 1566 löste der Wittelsbacher Friedrich III. das von seiner eigenen Familie gegründete Stift auf und zog die Gefälle zu seinen Gunsten ein. Die Kirche übergab er der reformierten Gemeinde, die Stiftshäuser deren Predigern zur Pacht.

## Leben und Wirken
Nikolaus Schöneck stammte aus Iggelheim im Bistum Speyer. Die Schönecks gehören zu den ältesten in Iggelheim nachweisbaren Familien. Er immatrikulierte sich am 25. Oktober 1522 an der Universität Heidelberg. Im November des gleichen Jahres erwarb Nikolaus Schöneck hier den Grad eines Baccalaureus Artium.
Er trat in den geistlichen Stand ein und wurde Priester. Als solcher wirkte er an der Neustadter Stifts- und Pfarrkirche als Pfarrvikar. Er war der vom Stift bestellte Seelsorger der städtischen Pfarrgemeinde.
Am 24. April 1561 starb der letzte Neustadter Stiftsdekan Laurentius Kercher, ein Nachfolger durfte nicht gewählt werden. Das Stift befand sich bereits in der staatlich erzwungenen Auflösungsphase.
Nach dem Tod des Dekans versah Nikolaus Schöneck weiterhin sein Seelsorgeamt im Auftrag des Stiftes. Er starb am 26. Dezember des gleichen Jahres als der letzte katholische Pfarrvikar (Pfarrer) an der Neustadter Stiftskirche. Auch für ihn durfte kein Nachfolger angestellt werden, ein protestantischer Pfarrer amtierte bereits parallel seit 1554.
Schöneck erhielt eine Grabinschrift an seiner Kirche, die sich an der äußeren Nordwestecke (Erdgeschoss des Turmes) befindet. Sie ist von geringer bildhauerischer Qualität, insbesondere wurde die Schrift nur sehr oberflächlich ausgehauen. Darin heißt es, er sei aus der Welt geschieden „mit zu Gott gerichtetem Geist, in der Hoffnung auf eine bessere Zeit“.
Das von ihm bewohnte Stiftshaus wurde 1564 von Kurfürst Friedrich III. verkauft.